# Parawithius gracilimanus
Parawithius gracilimanus es una especie de arácnido del orden Pseudoscorpionida de la familia Withiidae.

## Distribución geográfica
Se encuentra en Brasil.